# Federació Internacional d'Associacions de Futbolistes Professionals
La Federació Internacional d'Associacions de Futbolistes Professionals (FIFPro) (oficialment en francès: Fédération Internationale des Associations de Footballeurs Professionnels) és una organització internacional que representa els jugadors de futbol professionals.

## Premis

### World XI
| Temporada | Porter                         | Defenses | Migcampistes | Davanters                                                                                           |
| --------- | ------------------------------ | --- | --- | --------------------------------------------------------------------------------------------------- |
| 2004-2005 | Dida (AC Milan)                | Paolo Maldini (AC Milan) Alessandro Nesta (AC Milan) John Terry (Chelsea FC) Cafu (AC Milan)                               | Claude Makelele (Chelsea FC) Frank Lampard (Chelsea FC) Zinédine Zidane (Reial Madrid) Ronaldinho (FC Barcelona) | Samuel Eto'o (FC Barcelona) Andrí Xevtxenko (AC Milan)                                              |
| 2005-2006 | Gianluigi Buffon (Juventus FC) | Lilian Thuram (Juventus FC) John Terry (Chelsea FC) Fabio Cannavaro (Juventus FC) Gianluca Zambrotta (Juventus FC)         | Andrea Pirlo (AC Milan) Kaká (AC Milan) Zinédine Zidane (Reial Madrid)                                           | Samuel Eto'o (FC Barcelona) Thierry Henry (Arsenal FC) Ronaldinho (FC Barcelona)                    |
| 2006-2007 | Gianluigi Buffon (Juventus FC) | Alessandro Nesta (AC Milan) John Terry (Chelsea FC) Fabio Cannavaro (Reial Madrid) Carles Puyol (FC Barcelona)             | Cristiano Ronaldo (Manchester United FC) Kaká (AC Milan) Steven Gerrard (Liverpool FC)                           | Lionel Messi (FC Barcelona) Didier Drogba (Chelsea FC) Ronaldinho (FC Barcelona)                    |
| 2007-2008 | Iker Casillas (Reial Madrid)   | Rio Ferdinand (Manchester United FC) John Terry (Chelsea FC) Sergio Ramos (Reial Madrid) Carles Puyol (FC Barcelona)       | Kaká (AC Milan) Steven Gerrard (Liverpool FC) Xavi Hernández (FC Barcelona)                                      | Lionel Messi (FC Barcelona) Fernando Torres (Liverpool FC) Cristiano Ronaldo (Manchester United FC) |
| 2008-2009 | Iker Casillas (Reial Madrid)   | Dani Alves (FC Barcelona) John Terry (Chelsea FC) Nemanja Vidić (Manchester United FC) Patrice Evra (Manchester United FC) | Andrés Iniesta (FC Barcelona) Steven Gerrard (Liverpool FC) Xavi Hernández (FC Barcelona)                        | Lionel Messi (FC Barcelona) Fernando Torres (Liverpool FC) Cristiano Ronaldo (Manchester United FC) |
| 2009-2010 | Iker Casillas (Reial Madrid)   | Maicon (Internazionale) Lucio (Internazionale) Gerard Piqué (FC Barcelona) Carles Puyol (FC Barcelona)                     | Andrés Iniesta (FC Barcelona) Sneijder (Internazionale) Xavi Hernández (FC Barcelona)                            | Lionel Messi (FC Barcelona) David Villa (FC Barcelona) Cristiano Ronaldo (Reial Madrid)             |

### World Player of the Year
| Temporada | Jugador           | Equip                |
| --------- | ----------------- | -------------------- |
| 2004-2005 | Ronaldinho        | FC Barcelona         |
| 2005-2006 | Ronaldinho        | FC Barcelona         |
| 2006-2007 | Kaká              | AC Milan             |
| 2007-2008 | Cristiano Ronaldo | Manchester United FC |
| 2008-2009 | Leo Messi         | FC Barcelona         |
| 2009-2010 | Leo Messi         | FC Barcelona         |

### Jugador jove de l'any
| Temporada | Jugador (escollit pel comité de premis) | Jugador (escollit pels fans - conegut com "Special Young Player of the Year") |
| --------- | --------------------------------------- | ----------------------------------------------------------------------------- |
| 2004-2005 | Wayne Rooney (Manchester United FC)     | Cristiano Ronaldo (Manchester United FC)                                      |
| 2005-2006 | Lionel Messi (FC Barcelona)             | Cristiano Ronaldo (Manchester United FC)                                      |
| 2006-2007 | Lionel Messi (FC Barcelona)             | Lionel Messi (FC Barcelona)                                                   |
| 2007-2008 | Lionel Messi (FC Barcelona)             | Lionel Messi (FC Barcelona)                                                   |